# Villa (balsa)
A “Villa” é uma balsa ferroviária pertencente à Bluvia, a divisão naval da RFI (Rede Ferroviária Italiana).

## História operativa
Construída em 1985 nos Estaleiros Navais de Castellammare di Stabia de Palermo, a Villa faz parte de uma classe de três gêmeas ordenadas das Ferrovias do Estado no âmbito de um projeto de potenciamento e renovação da própria frota de balsas em serviço sobre o Estreito de Messina (a conectar Sicília, por Messina, ao continente, por Vila São João, na Calábria) e na rota entre Cívita Velha (no continente, em Lácio) e Golfo Fígaros (na região insular da Sardenha). A embarcação, por ter sido projetada especialmente para o uso no Estreito, apresenta características técnicas que as permitem de atracar também nas envasaduras de Cívita Velha e Golfo Fígaros, permitindo-as de efeituar também  as conexões desde e para a Sardenha.
A ponte principal da embarcação tem quatro carris para o transporte de vagões ferroviários, enquanto a ponte superior é totalmente destinada ao transporte de autoveículos; o embarque dos autoveículos é efeituado por duas rampas laterais. A Villa é dotada de quatro moteres a diesel, que as permitem de alcançar uma velocidade máxima de 20 nós, aproximadamente 40 km/h. Não é dotada de estabilizadores, por ter sido pré-disposta à montagem.
A embarcação foi utilizada prevalentemente nas conexões sobre o Estreito, com algumas ocasiões emprega sobre a rota sarda. Em 2000, foi subposta a importantes trabalhos de restruturação, durante os quais seus botes foram substituídos por botes infláveis.

## Balsas gêmeas
- Scilla
- Logudoro